# Juliana Gomes
Juliana Pereira de Figueiredo Gomes est une ancienne joueuse brésilienne de volley-ball née le 3 mai 1986 à Carolina. Elle mesure 1,82 m et jouait au poste de réceptionneuse-attaquante. 

## Clubs
| Club                    | De        | À         |
| ----------------------- | --------- | --------- |
| Tocantins               | 2000-2001 | 2000-2001 |
| EC União Suzano         | 2002-2003 | 2003-2004 |
| Macaé Sports            | 2005-2006 | 2005-2006 |
| Esporte Clube Pinheiros | 2006-2007 | 2007-2008 |
| Praia Clube             | 2008-2009 | 2008-2009 |
| Grêmio de Vôlei Osasco  | 2009-2010 | 2010-2011 |
| São Bernardo            | 2011-2012 | 2011-2012 |
| VK Prostějov            | 2012-2013 | 2012-2013 |
| Brasília Vôlei          | 2013-2014 | 2013-2014 |
| Uniara                  | 2014-2015 | 2014-2015 |

## Palmarès
- Championnat du Brésil
  - Vainqueur : 2010.
  - Finaliste : 2011.
- Championnat sud-américain des clubs
  - Vainqueur : 2009, 2010.
- Championnat de République tchèque
  - Vainqueur : 2013.
- Coupe de République tchèque
  - Vainqueur : 2013.